# Ponal

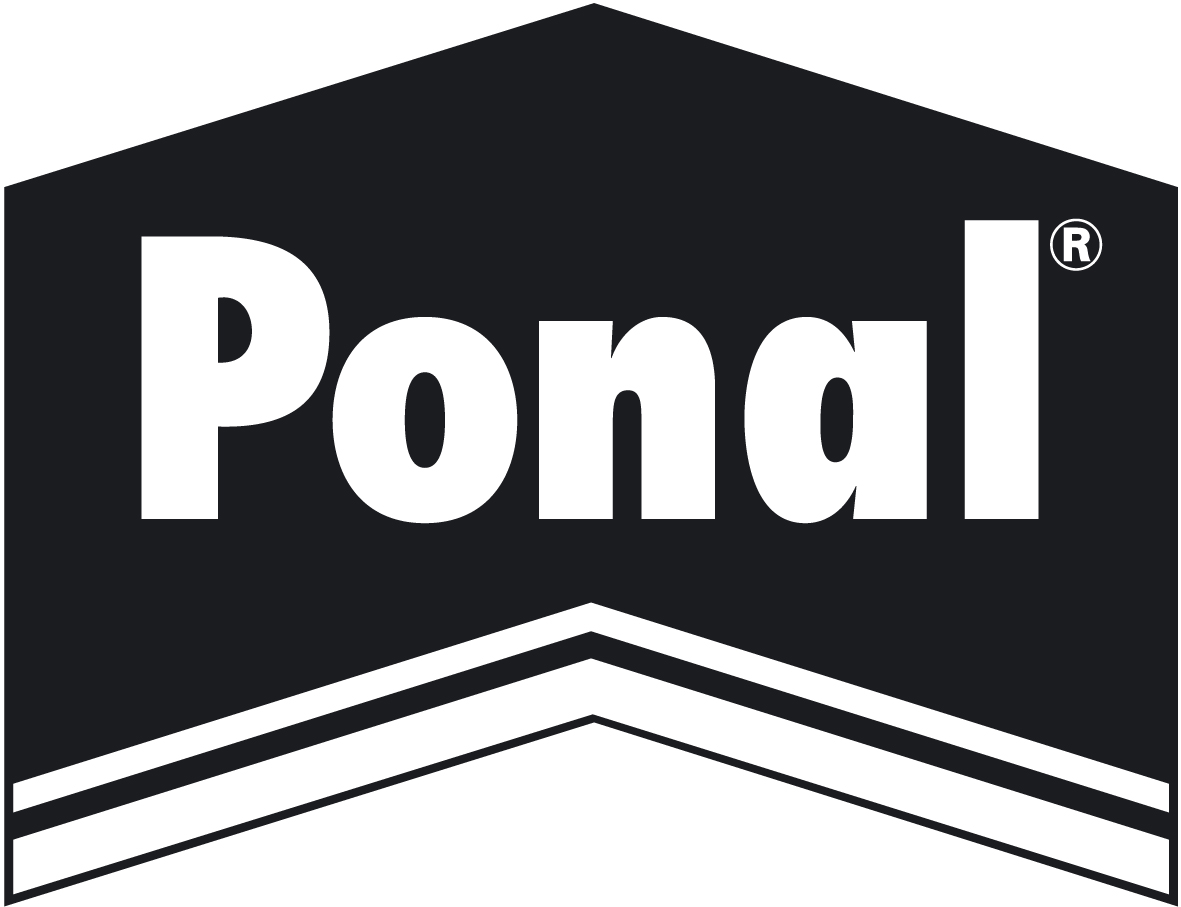
Logo der Henkel-Marke Ponal

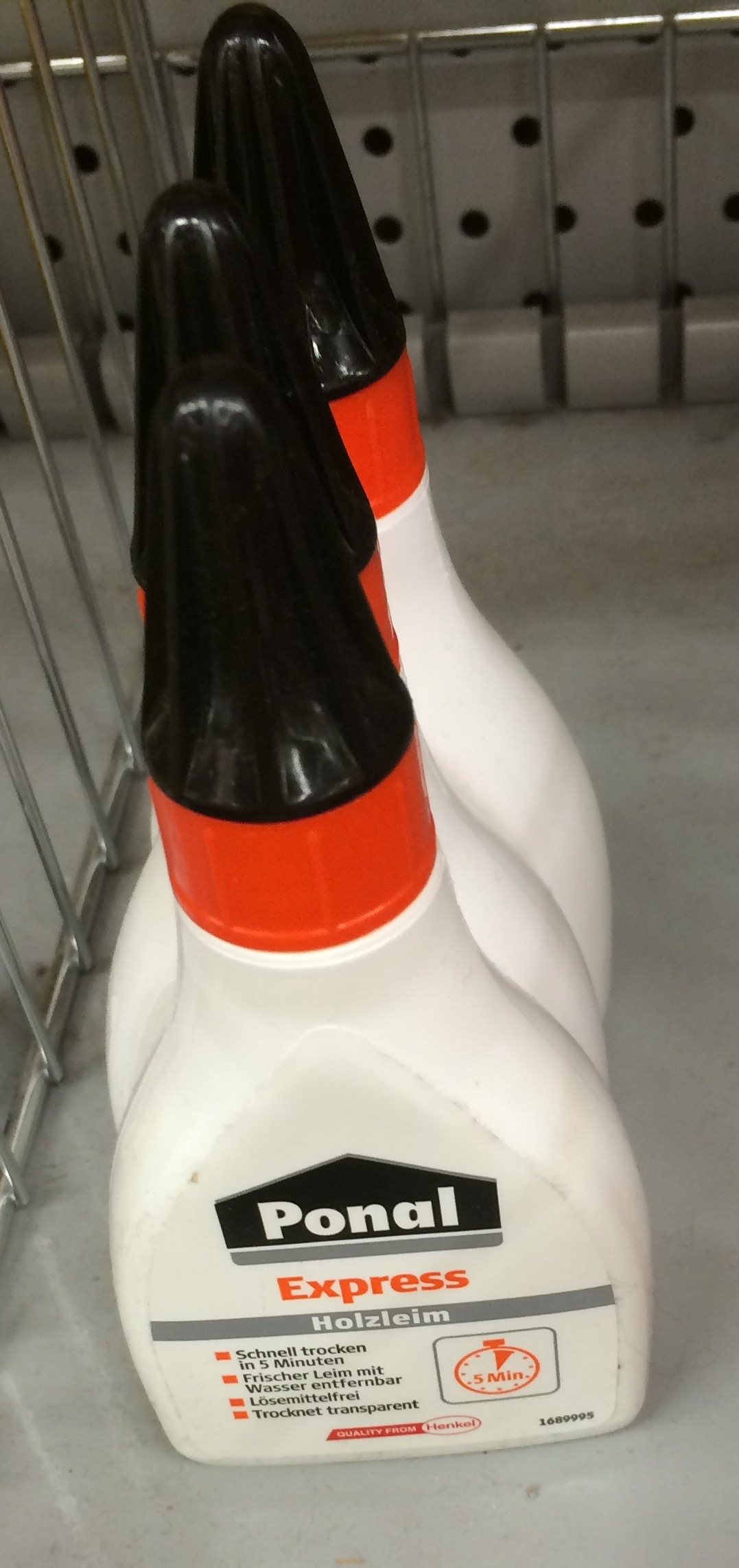
Ponal Klebeflaschen

Ponal ist eine Marke für Klebstoffe, speziell Weißleim des Henkel-Konzerns mit Sitz in Düsseldorf. Das Sortiment umfasst Holzleime, Kleber für Parkett und Laminat sowie Holz und Holzwerkstoffen mit anderen Materialien.

## Geschichte
Man wandte sich zunächst an die Möbelindustrie und das Schreinerhandwerk, später mit kleineren Gebinden und Dosierflaschen speziell auch an Heimwerker.
1959 erfolgte die Markteinführung von „Ponal Holzleim“, einem Polyvinylacetatleim (PVAc).
1977 erschien der schnell abbindende „Ponal Express“ (PVAc).
1979 kam „Ponal Holzleim“ in wasserfester Ausführung auf den Markt.
1995 kam ein Parkett-System hinzu.
2002 wurde das Sortiment um Holz-Kombinations-Kleber erweitert.